# پیشینه دانشگاه تهران

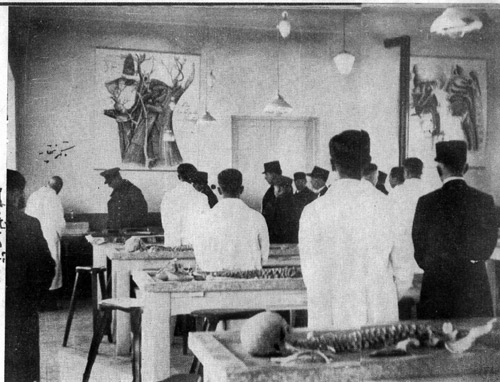
رضاشاه و دکتر ابوالقاسم بختیار در آیین گشایش دانشکده پزشکی دانشگاه تهران

دانشگاه تهران دانشگاه دولتی و بزرگترین مرکز آموزش عالی در ایران است. از این دانشگاه با القاب "دانشگاه مادر" و "نماد آموزش عالی" یاد شده است. پیشنهاد اولیه این ارگان دولتی را اسماعیل سنگ در سال ۱۳۰۵ داد و پس از انجام مطالعات اولیه‌ای که عیسی صدیق انجام داد، در سال ۱۳۱۳ خورشیدی به دستور رضا شاه پهلوی تأسیس شد. دانشگاه تهران هم‌اکنون دارای ۲۵ دانشکده، ۹ پردیس و ۱۱ مرکز پژوهشی است. در حال حاضر، سید محمد مقیمی ریاست این دانشگاه را به عهده دارد.

## مطالعه
وزیر دربار وقت، عبدالحسین تیمورتاش، از طرف رضا شاه، دکتر عیسی صدیق (صدیق اعلم) را مأمور کرد تا در سال ۱۳۱۰ خورشیدی به ایالات متحده آمریکا سفر کرده، پس از مطالعه در «تأسیسات علمی دنیای جدید»، طرحی برای تأسیس دانشگاه در کشور به دولت تقدیم کند. از همین رو، برخی منابع، زحمات اولیه تأسیس دانشگاه تهران را به وی نسبت داده‌اند.

## تأسیس

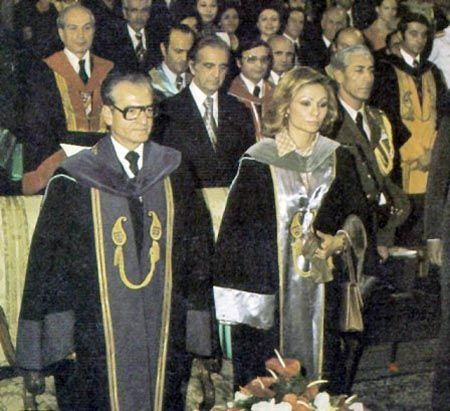
محمدرضا پهلوی و فرح در داشگاه تهران

کلیات طرح تأسیس دانشگاه تهران را از سال ۱۳۰۷ محمود حسابی به وزیر معارف وقت اعتمادالدوله قراگوزلو پیشنهاد داد. اما این طرح تا رسیدن علی اصغر حکمت به سمت وزارت معارف دنبال نشد. دربارهٔ این پیشنهاد، علی اصغر حکمت کفیل (سرپرست) وقت وزارت معارف و مسئول اجرای طرح تأسیس دانشگاه تهران و نخستین رئیس این دانشگاه، در کتاب خاطراتش چنین نوشته‌است: 
در یکی از شب‌های فرخنده اواخر بهمن ۱۳۱۲ جلسه هیئت وزرا در حضور شاه در عمارتی که اکنون مقر کاخ ملکه پهلوی است تشکیل شده بود. سخن از آبادی تهران و عظمت ابنیه و عمارات و قصور زیبای جدید در میان آمد. مرحوم فروغی (ذکاءالملک) رئیس‌الوزرا در این باب به شاهنشاه تبریک گفت دیگر وزیران نیز هر یک به تحسین و تمجید زبان گشوده بودند. نوبت به بنده نگارنده رسید که به سمت کفیل وزارت معارف در آن میان حاضر بودم. گویا خداوند متعال به قلب من الهام کرد که عرض کردم در آبادی و عظمت پایتخت البته شکی نیست ولی نقصی که دارد این است که این شهر هنوز عمارت مخصوص “اونیورسیته“ (دانشگاه) ندارد و حیف است که این شهر نوین از همه بلاد بزرگ عالم از این حیث عقب باشد. شاه بعد از اندک تأملی یک کلمه گفتند «بسیار خوب آن را بسازید».

در جلسه بعدِ هیئت وزرا در آغاز به وزیر مالیه مرحوم علی‌اکبر داور، رو نموده و فرمودند در بودجه سال آینده مبلغ ۲۵۰٬۰۰۰ تومان به وزارت معارف اعتبار بدهید که به مصرف ساختمان مدرسه برسانند. چند روز بعد که بودجه سال نو تدوین و تنظیم شد و به تصویب رسید وزیر مالیه اضافه براعتبار مقرر سال قبل مبلغ مزبور را جهت ساختمان مدارس در فصل مخصوص گنجانیده و قبل از نوروز ۱۳۱۳ به تصویب رسید و به وزارت معارف هم ابلاغ شد و من مأمور و مکلف شدم که ساختمان دانشگاه را آغاز نمایم.
علی اصغر حکمت بی‌درنگ دست به کار شد و جستجو برای مکان‌یابی مناسب دانشگاه را با کمک و مشاوره آندره گدار، معمار چیره‌دست فرانسوی که در آن روزگار به عنوان مهندس در خدمت وزارت معارف بود آغاز کرد. آنان پس از جستجوی بسیار در میان ابنیه، باغ‌ها و زمین‌های فراوان آن‌روز اطراف تهران باغ جلالیه را برای احداث دانشگاه برگزیدند.
علی اصغر حکمت نوشته‌است:
از جمله زمین‌هایی که عرضه شد در بهجت‌آباد بود که آن وقت در اطراف باغ معروف آن عمارات و خانه‌هایی بنا شده‌بود. مهندس وزارت معارف آندره گدار آن را نپسندید و کمی عرصه و قلت وسعت آن را خاطر نشان ساخت.
مالکان اراضی بهجت‌آباد که از این جانب مأیوس شدند در نزد وزیر مالیه کوشش کرده و خاطر آن مرحوم را بر رجحان زمین خود جلب کردند. یکی از شب‌های فروردین ماه همان سال که پیشنهاد دو زمین جلالیه و بهجت‌آباد مطرح شد مرحوم داور، رجحان بهجت‌آباد را قویاً پشتیبانی می‌کرد و بالاخره اخذ رأی به عمل آمد و معلوم شد ایشان اکثریت داشتند و من بسیار دلشکسته و نومید گشتم. در این اثنا شاه به جلسه وزرا ورود فرمودند. پس از اندکی به رسم معمول از مرحوم فروغی نخست وزیر سؤال کردند (چه می‌کردید؟) مرحوم فروغی عرض کرد «صحبت انتخاب زمین برای دانشگاه بود و دو محل پیشنهاد شده یک بهجت‌آباد و دیگری جلالیه» شاه بعد از اندک تأملی فرمودید «باغ جلالیه را انتخاب کنید. بهجت‌آباد شایسته نیست. عرصه آن کم و اراضی آن سیل‌گیر است. من همه این نواحی را با اسب گردش کرده و دیده‌ام» مطلب تمام شد و من مشغول به کار شدم.
سرانجام با پیگیری های دکتر عیسی صدیق، علی‌اصغر حکمت، دکتر محمود حسابی و دیگران، طرح ایجاد دانشگاه تهران در ۲۲ اسفند ۱۳۱۲ به مجلس شورای ملی رفت در و در هشتم خرداد ۱۳۱۳ به تصویب رسید.
در ۱۵ بهمن ماه همان سال بود که کلنگ تأسیس دانشگاه تهران را رضاشاه در زمین‌های جلالیه تهران (در جنوب پارک لاله کنونی) به زمین زد و در جمعه ۲۴ اسفند رسماً دانشگاه تهران تأسیس شد.

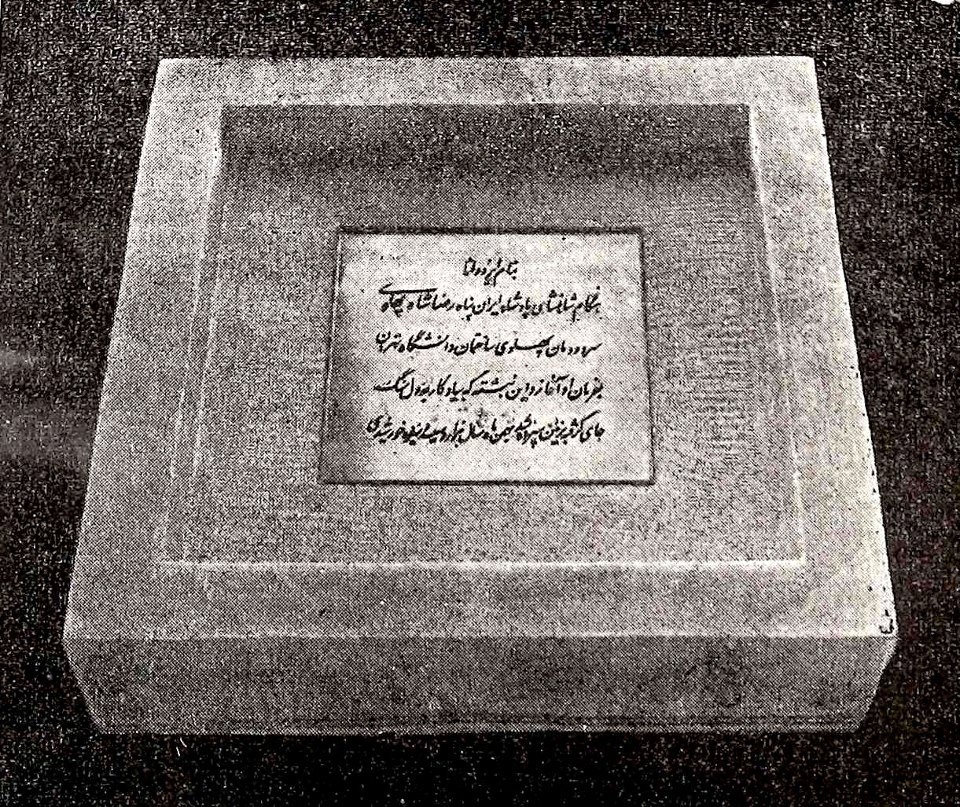
سنگ یادبود گشایش دانشگاه تهران

## نخستین شورا
دانشگاه تهران زیر نظر شورایی کار خود را آغاز کرد که اعضای آن عبارت بودند از:
- لقمان الدوله، دکتر امیر اعلم (از دانشکده طب)
- عیسی صدیق، دکتر علی‌اکبر سیاسی (از دانشکده ادبیات)
- میرزا غلامحسین خان رهنما (از دانشکده علوم)
- حاج سید نصرالله تقوی، بدیع الزمان فروزانفر (از دانشکده علوم منقول و معقول)
- دکتر محمود حسابی (از دانشکده فنی)
- دکتر ولی خان نصر (پدر سید حسین نصر) (از وزارت معارف)

## زمین دانشگاه و طراحی پردیس
باغ جلالیه در شمال تهران آنروز مابین قریه امیرآباد و خندق شمالی تهران قرار داشت. این باغ زیبا که پوشیده از درختان کهنسال مثمر و غیرمثمر بود، در حدود ۱۳۰۰ ه‍.ق در واپسین سال‌های حکومت ناصرالدین شاه قاجار به فرمان شاهزاده‌ای به نام جلال الدوله بنا یافته و در آن روز در مالکیت تاجری به نام حاج رحیم آقای اتحادیه تبریزی بود.
باغ جلالیه از قرار متری ۵ ریال و جمعاً به مبلغ ۱۰۰۰۰۰ تومان از این تاجر خریداری شد و آندره گدار به سرعت مأمور تعیین حدود، نرده گذاری، طراحی و اجرای عملیات ساختمانی در آن شد.
دانشگاه تهران بر اساس مؤسسات آموزش عالی فرانسه الگوبرداری شد و حتی طراحان ساختمان‌های دانشگاه تهران مهندسین فرانسوی بودند، و دروس و برنامه‌های هنرکده (دانشکده هنرهای زیبای فعلی) دقیقاً بر اساس الگوی دانشسرای عالی ملی هنرهای زیبای پاریس طراحی گردید.
پردیس و بناهای این دانشگاه توسط معماران اروپایی رولان دوبرول، ماکسیم سیرو، مارکوف، آلکساندر موزر، آندره گدار، و محسن فروغی طراحی گردید.

### نخستین ساختمان دانشگاه
تالار کالبدشکافی نخستین ساختمان دانشگاه بود. قرار شد که ساختمان دانشگاه از دانشکده پزشکی آغاز شود. در اوایل اردیبهشت این ساختمان شروع شد. نقشه محل نگهداری اجساد در طبقه زیرزمین و تالارهای کالبدشکافی در دو طبقه و آمفی‌تئاتر ویژه آموزش‌های نظری به مرحله اجرا گذارده شد و تا اواخر دی‌ماه ۱۳۱۳ خاتمه پذیرفت. دکتر امیر اعلم که رئیس کرسی تشریح بود و دکتر ابوالقاسم بختیار جراح و معاون دانشکده پزشکی و دکتر بلر جراح بیمارستان آمریکایی تهران کوشش فراوان در این راه به خرج دادند. به نوشتهٔ حکمت، حتی برای اولین بار اجساد اموات بلاصاحب را مخفیانه دکتر بختیار از مریض‌خانه‌های دولتی تحویل گرفته و در اتوموبیل شخصی خود به تالار تشریح می‌آورد و در سالن زیرزمین در محفظه‌های مخصوص مملو از محلول ضدعفونی قرار می‌گرفت.
هم‌زمان با گشایش تالار کالبدشکافی، در پانزدهم بهمن ماه ۱۳۱۳ ه‍.خ لوح یادبود تأسیس دانشگاه با حضور رضاشاه در محلی که اکنون پلکان جنوبی دانشکده پزشکی است در دل خاک به امانت گذاشته شد.

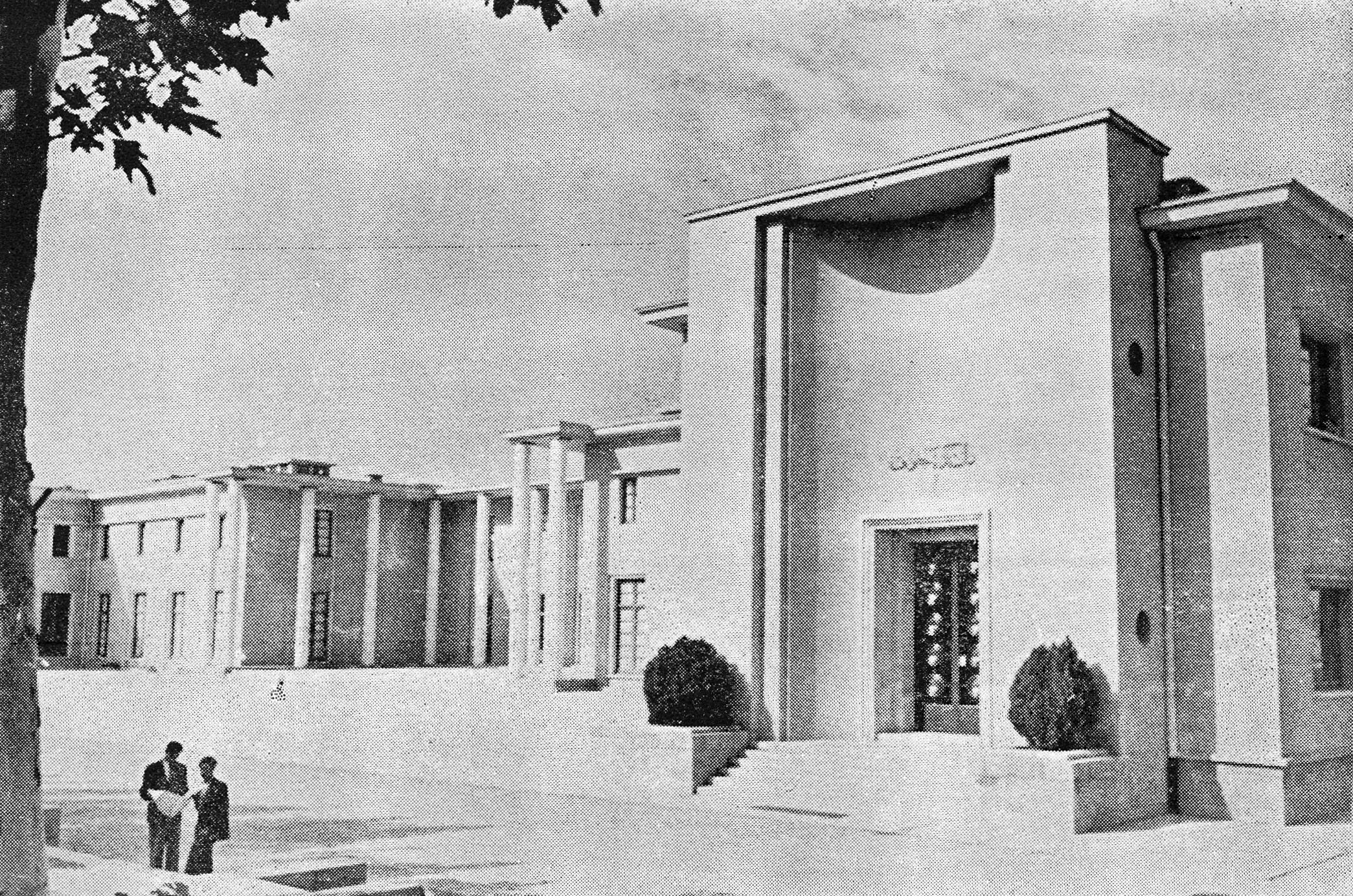
دانشکده حقوق دانشگاه تهران در سال ۱۳۱۸

## ادغام مؤسسات دیگر در دانشگاه تهران
دانشگاه تهران با ادغام کردن مدرسه سیاسی، مدرسه طب (که شامل مدارس دندانسازی، داروسازی و مامایی نیز می‌شد)، مدرسه فلاحت مظفری (اولین مدرسه کشاورزی در ایران)، مدرسه صنایع مستظرفه (تأسیس توسط کمال الملک)، مدرسه حقوق و دانشسرای عالی در تهران دایر گشت.

## نقش مؤسسات آمریکایی
در اواخر دهه ۱۹۴۰ میلادی ساختار درسی و پژوهشی دانشگاه رفته رفته به سمت الگوبرداری از سیستم دانشگاه‌های آمریکایی شروع به حرکت نمود: به‌طور نمونه دانشکده کشاورزی این دانشگاه به کمک دانشگاه یوتا توسعه و گسترش یافت.
اما نمونه‌های دیگری نیز می‌توان برشمرد: در سال ۱۹۵۴ مؤسسه علوم اداری دانشگاه (دانشکده مدیریت کنونی) به کمک دانشگاه کالیفرنیا جنوبی و به ریاست دکتر هری مارلو از این دانشگاه آغاز به ارائه مدارج دکترا نمود. در سال ۱۹۵۸ مؤسسه روزنامه‌نگاری دانشگاه تهران به کمک دانشگاه ویرجینیا و دکتر جیمز ولارد آغاز به کار نمود؛ و دانشگاه جانز هاپکینز آمریکا بود که در سال ۱۹۶۵ رشته دکترای بیماری‌های سلولی (cytopathology) را راه اندازی نمود.

## انقلاب ۱۳۵۷ ایران و اثرات آن
پس از انقلاب فرهنگی ایران در سال ۱۳۶۴ دانشکده‌های علوم پزشکی از دانشگاه تهران رسماً به دستور بخشنامهٔ جدید دولت جدا و مستقل گردیدند و دانشگاه علوم پزشکی تهران را تشکیل دادند.
اما بر اساس تفاهم نامه بین دو دانشگاه در سال ۱۳۸۵، اعضای هیئت علمی دانشجویان و پژوهشگران دو دانشگاه کماکان متعهد هستند مقالات علمی و پژوهشی خود را در مجلات و کتب و کنفرانس‌های خارجی و بین‌المللی با یک نام به چاپ برسانند.